# Saint-Martin-du-Mont (Ain)
Saint-Martin-du-Mont ist eine französische Gemeinde mit 1.953 Einwohnern (Stand 1. Januar 2022) im Département Ain in der Region Auvergne-Rhône-Alpes. Sie gehört zum Kanton Ceyzériat im Arrondissement Bourg-en-Bresse.

## Geographie

### Lage
Saint-Martin-du-Mont liegt auf 365 m, etwa 14 Kilometer südöstlich der Präfektur Bourg-en-Bresse, 54 Kilometer nordöstlich der Stadt Lyon und 44 Kilometer ostsüdöstlich der Stadt Mâcon (Luftlinie). Das Dorf liegt am Südfuß des Revermont und grenzt im Westen an die historische Provinz Bresse. 

### Topographie
Die Fläche des 28,09 km² großen Gemeindegebiets umfasst einen Abschnitt des südlichen Revermont, der Vorberge des französischen Jura. Im Bereich der Gemeinde erhebt sich der Höhenrücken des Revermont abrupt und steil aus der gleichmäßig flachen, auf 265 m liegenden Ebene der Bresse, hierbei verläuft seine Fußlinie gerade in Nord-Süd-Richtung. Ein mehrere Kilometer breiter Streifen der fruchtbaren Bresse-Ebene gehört noch zur Gemeinde, er wird hauptsächlich landwirtschaftlich genutzt und von mehreren Kanalhaltungen entwässert. Aus dem Revermont tritt der Fluss Suran hervor, der in kleinen Flussschleifen parallel zum Ain in südwestliche Richtung fließt und in dessen Nähe die östliche Gemeindegrenze von Saint-Martin verläuft. Ihn umgibt eine rund ein Kilometer breite Talebene, in die sich das eigentliche Flussbett um etwa 50 m eingetieft hat. Zwischen der Talschaft des Suran und dem Westrand des Revermont ist das Gebiet bergig mit dem Croix de la Dent (555 m) als höchste Erhebung der Gemeinde. Die landwirtschaftliche Nutzung des Gemeindebodens in der Bresse-Ebene und im Tal des Suran macht mit 38 % Ackerland, 19 % Wiesen und 5 % sonstigen den Hauptanteil aus. Etwa 32 % der Fläche sind bewaldet.

### Nachbargemeinden
Umgeben ist Saint-Martin-du-Mont von den Nachbargemeinden Tossiat, Journans (Berührungspunkt) und Bohas-Meyriat-Rignat im Norden, Neuville-sur-Ain im Osten, Druillat im Süden sowie La Tranclière und Certines im Westen.

### Gemeindegliederung
Die Gemeinde Saint-Martin-du-Mont verteilt sich auf eine Reihe kleinerer Orte mit historischem Häuserbestand sowie Weilern und Gehöften. Die verschiedenen Orte sind:
- Salles (269 m) im Norden am Fuß des Revermont,
- Le Pied de la Côte und Le Farget (273 m) am Fuß des Revermont direkt unterhalb des Hauptortes,
- Le Molard (262 m) im Westen in der Bresse-Ebene,
- La Chapelle (276 m) im Süden in der Bresse-Ebene,
- der eigentliche Ortskern (265 m) mit Dorfkirche und Gemeindeverwaltung an der Westflanke des Revermont,
- Gravelles (390 m) im Norden in einem Talkessel im Revermont, es war bis zur Französischen Revolution eine eigene Gemeinde,[2]
- Confranchette im Revermont oberhalb des Ortskerns, aufgeteilt in Confranchette-d’en-Haut (355 m) und Confranchette-d’en-Bas (307 m),
- Soblay (307 m) im Tal des Suran.

## Geschichte
Im Mittelalter existierte in Saint-Martin-du-Mont eine Pfarrei, die 1267 erstmals urkundlich erwähnt wurde als Parrochia Sancti Martini de Monte und zum Erzbistum Lyon gehörte. Das 200 m nördlich gelegene Château de Pommier war Sitz einer kleinen Herrschaft, zu der die Ländereien von Saint-Martin gehörten. Die rund um Saint-Martin gelegenen Orte Chiloup, Confranchette, Gravelles, Molard und Soblay gehen ebenfalls auf das Mittelalter zurück und wurden in den Jahren 1341 oder 1350 erstmals erwähnt. Sie hatten teilweise unterschiedliche Besitzer und Lehnsherren, darunter die Herrschaft Varambon, die Herren von Coligny gefolgt von Thoire-Villars oder auch die Grafen von Savoyen. In Chiloup stand ein Festes Haus, das einer Familie gleichen Namens gehörte. Die gesamte Bresse gelangte mit dem Vertrag von Lyon 1601 schließlich an Frankreich.

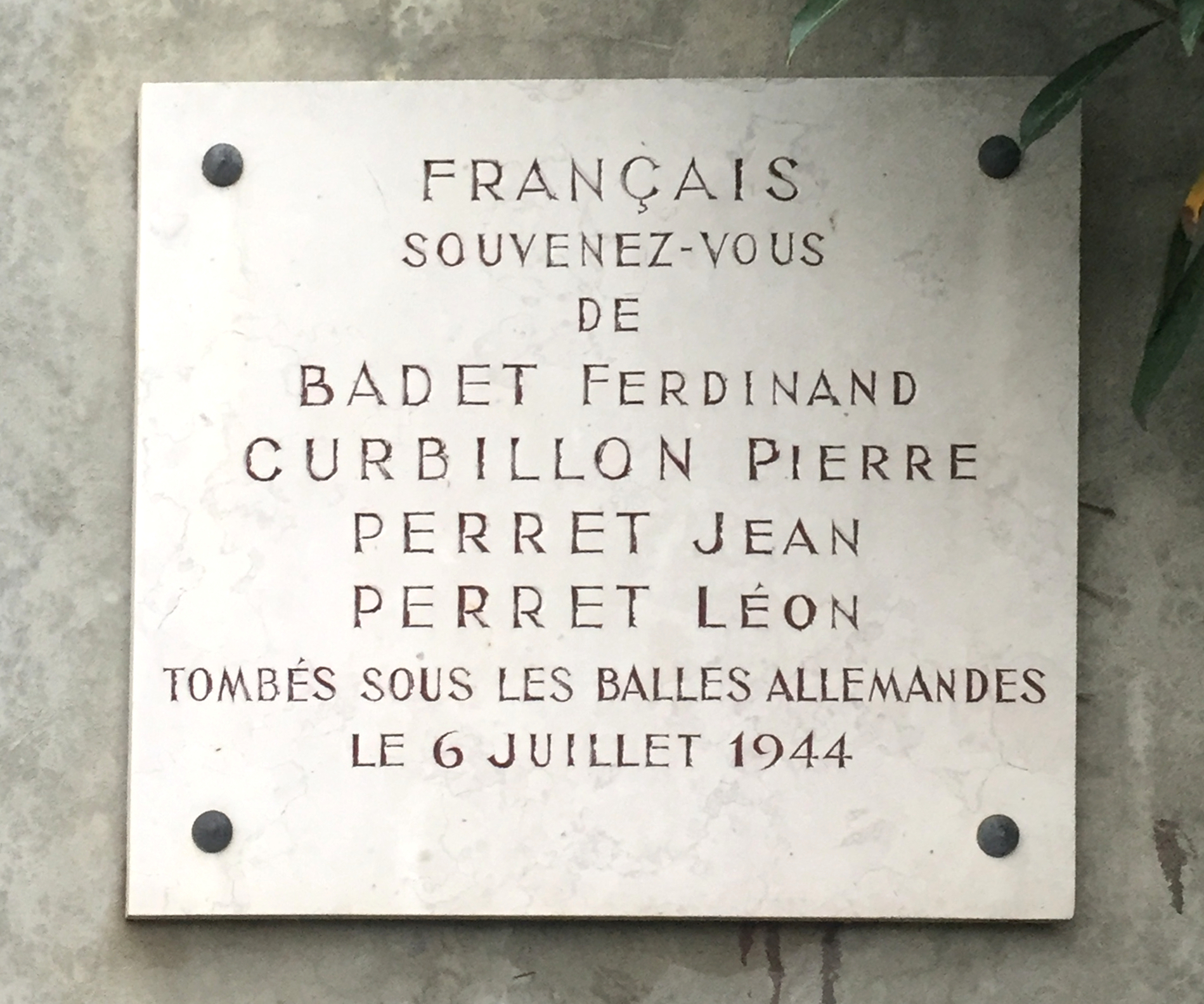
Gedenktafel für Résistance-Mitglieder in Le Molard

Im Juni 1944 führten die deutschen Besatzer in Le Molard Erschießungen durch und brannten ein Gehöft und weitere Häuser nieder. Gleichzeitig war die Eisenbahnstrecke Ziel von Sabotageaktionen der Maquisards.
In der Wahlkreiseinteilung nach der Französischen Revolution gehörte Saint-Martin-du-Mont bis 2015 zum Kanton Pont-d’Ain, danach zum Kanton Ceyzériat.

### Bevölkerungsentwicklung
| Jahr                       | 1962 | 1968 | 1975 | 1982 | 1990 | 1999 | 2006 | 2013 | 2021 |
| -------------------------- | ---- | ---- | ---- | ---- | ---- | ---- | ---- | ---- | ---- |
| Einwohner                  | 1019 | 1007 | 909  | 1078 | 1179 | 1302 | 1505 | 1717 | 1899 |
| Quellen: Cassini und INSEE |      |      |      |      |      |      |      |      |      |

Mit 1953 Einwohnern (Stand 1. Januar 2022) gehört Saint-Martin-du-Mont zu den kleineren Gemeinden des Départements Ain. Nachdem die Einwohnerzahl im 19. Jahrhundert nur geringfügig um 1700 geschwankt hatte, sank sie im 20. Jahrhundert bis auf einen Tiefstand von 909 Einwohnern im Jahr 1975. Seit den 1980er Jahren wird wieder eine Bevölkerungszunahme verzeichnet. Die Ortsbewohner von Saint-Martin-du-Mont heißen auf Französisch Saint-Martinois(es).

## Gemeindepartnerschaft
Zusammen mit vier weiteren Gemeinden im Revermont betreibt Saint-Martin-du-Mont seit 2012 eine Gemeindepartnerschaft mit Ungureni im Kreis Botoșani in Rumänien.

## Wirtschaft und Infrastruktur
Saint-Martin-du-Mont ist bis heute ein vorwiegend durch die Landwirtschaft geprägtes Dorf. Es sind viele Betriebe aktiv in den Bereichen Feld- und Viehwirtschaft. Auf den Südhängen im Revermont, vor allem bei Gravelles und Soblay, wird zusätzlich Weinbau betrieben. Die Rebflächen in der Gemeinde gehören zur geschützten Herkunftsbezeichnung Vin du Bugey, es werden hauptsächlich Schaumweine aus den Sorten Poulsard und Gamay hergestellt. Daneben gibt es heute verschiedene Betriebe des lokalen Kleingewerbes. Mittlerweile hat sich das Dorf auch zu einer Wohngemeinde entwickelt. Viele Erwerbstätige sind Wegpendler, die in den größeren Ortschaften der Umgebung, vor allem im Raum Bourg-en-Bresse, ihrer Arbeit nachgehen.

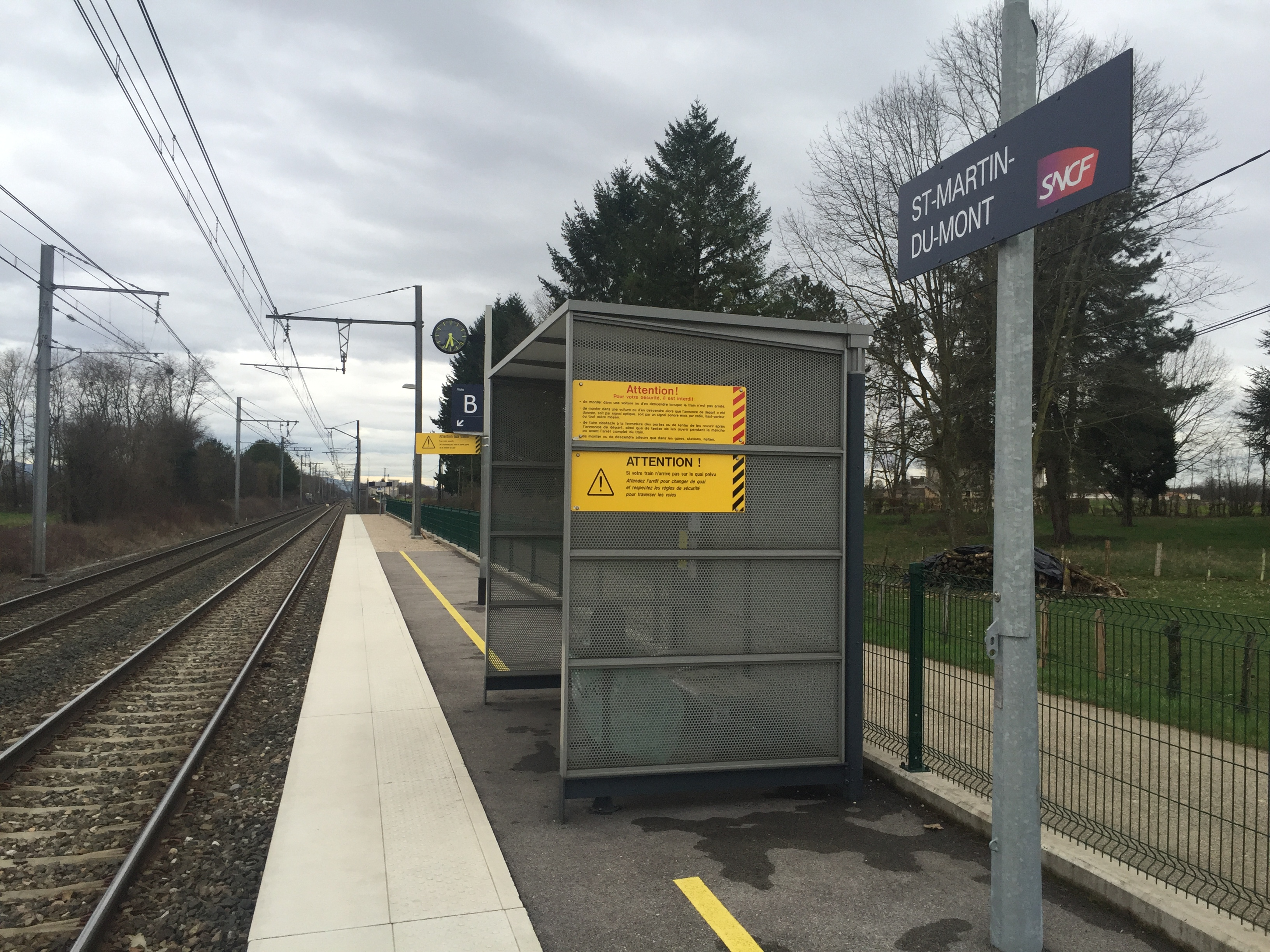
Bahnsteig am SNCF-Haltepunkt Saint-Martin-du-Mont

Durch die Gemeinde führt die Departementsstraße D1075 und ehemalige Nationalstraße Route nationale 75, die Bourg-en-Bresse mit Grenoble verband. Von ihr zweigen Nebenstraßen zu den verschiedenen Ortschaften von Saint-Martin-du-Mont ab. Schmale Straßen im Revermont verbinden Gravelles mit dem Nachbardorf Rignat und Soblay mit Neuville-sur-Ain. Wenige Kilometer nördlich der Gemeinde befindet sich in Tossiat der nächste Autobahnanschluss an die Autoroute A40, die die Gemeinde an seiner Westgrenze umgeht. Dort verläuft ebenfalls die Bahnstrecke Mâcon–Ambérieu-en-Bugey, die in Le Molard den Haltepunkt Saint-Martin-du-Mont für Züge des TER Rhône-Alpes hat. Als Flughafen in der Region kommt Lyon-St-Exupéry (62 km) in Frage.

### Bildung
In Saint-Martin-du-Mont befindet sich eine staatliche école primaire (Grundschule mit eingegliederter Vorschule).

## Sehenswürdigkeiten
- Die Dorfkirche Saint-Laurent im Zentrum von Saint-Martin-du-Mont ist ein im neugotischen Stil gehaltener Bau aus der Zeit von 1845 bis 1857, der den quer zum heutigen Grundriss ausgerichteten Vorgängerbau vollständig ersetzte. Das Langhaus ist und in acht Joche untergliedert und mit Kreuzrippengewölbe überspannt, die Seitenschiffe besitzen dagegen ein einfaches Kreuzgratgewölbe. Die Apsis ist eckig ausgeführt mit fünf großen Buntglasfenstern. Der Glockenturm steht über dem Portalvorbau.[9]
- Die Kapelle Notre-Dame-de-l’Orme überbaut die Reste einer Ulme (frz.: Orme), die von 1350 bis 1653 an dieser Stelle wuchs und in die eine Pietà eingeschnitzt ist. Von dem ursprünglich größeren Kirchbau aus der Zeit 1653–1670 steht heute noch die Chorseite, an die ein kleiner Portalvorbau angefügt wurde. Sie besitzt Glasmalereien in zwei ihrer Fenster. Das Gebäude wurde jeweils um 1840 und im Jahr 2000 instand gesetzt und renoviert.[10]

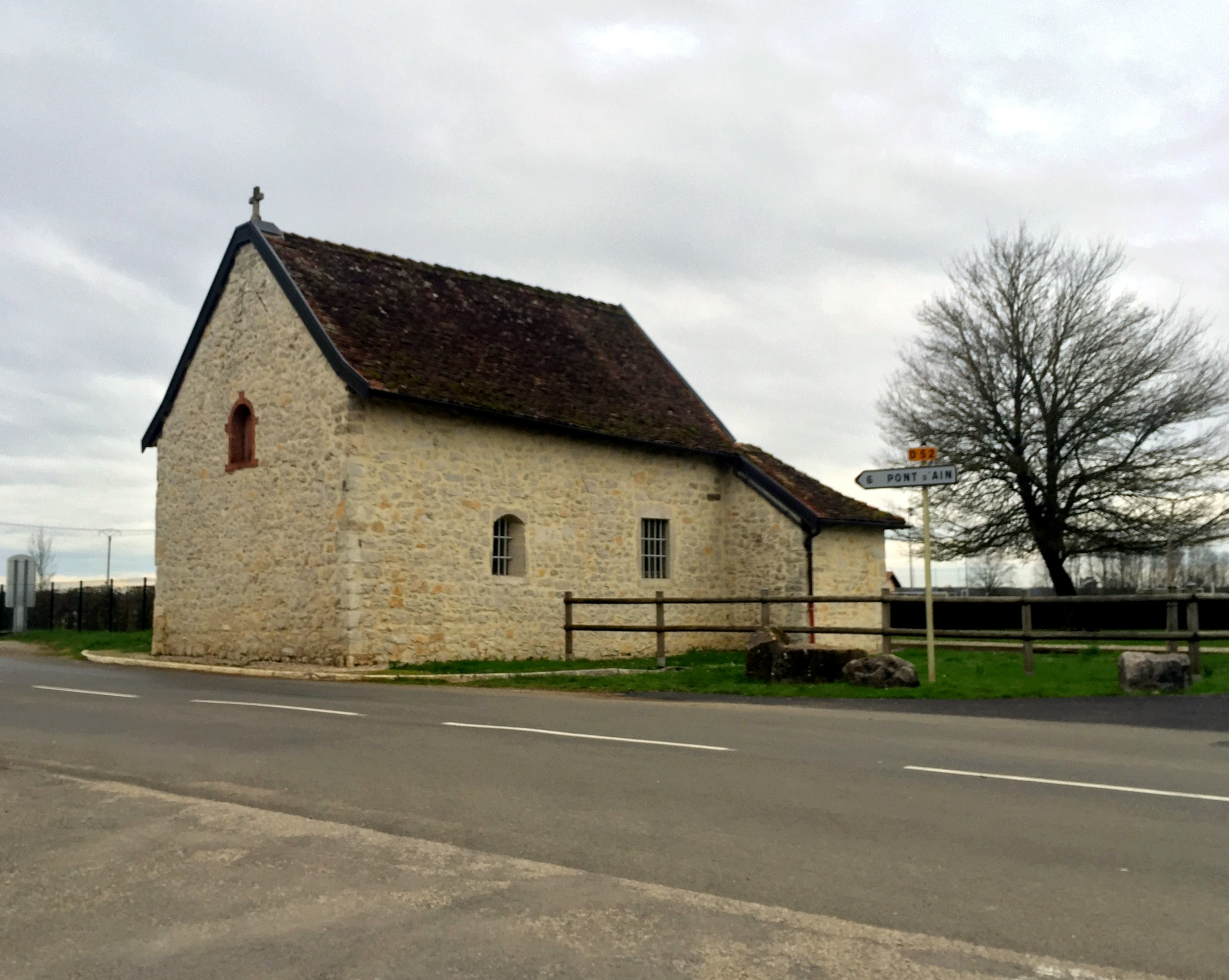
Kapelle Notre-Dame-de-l’Orme
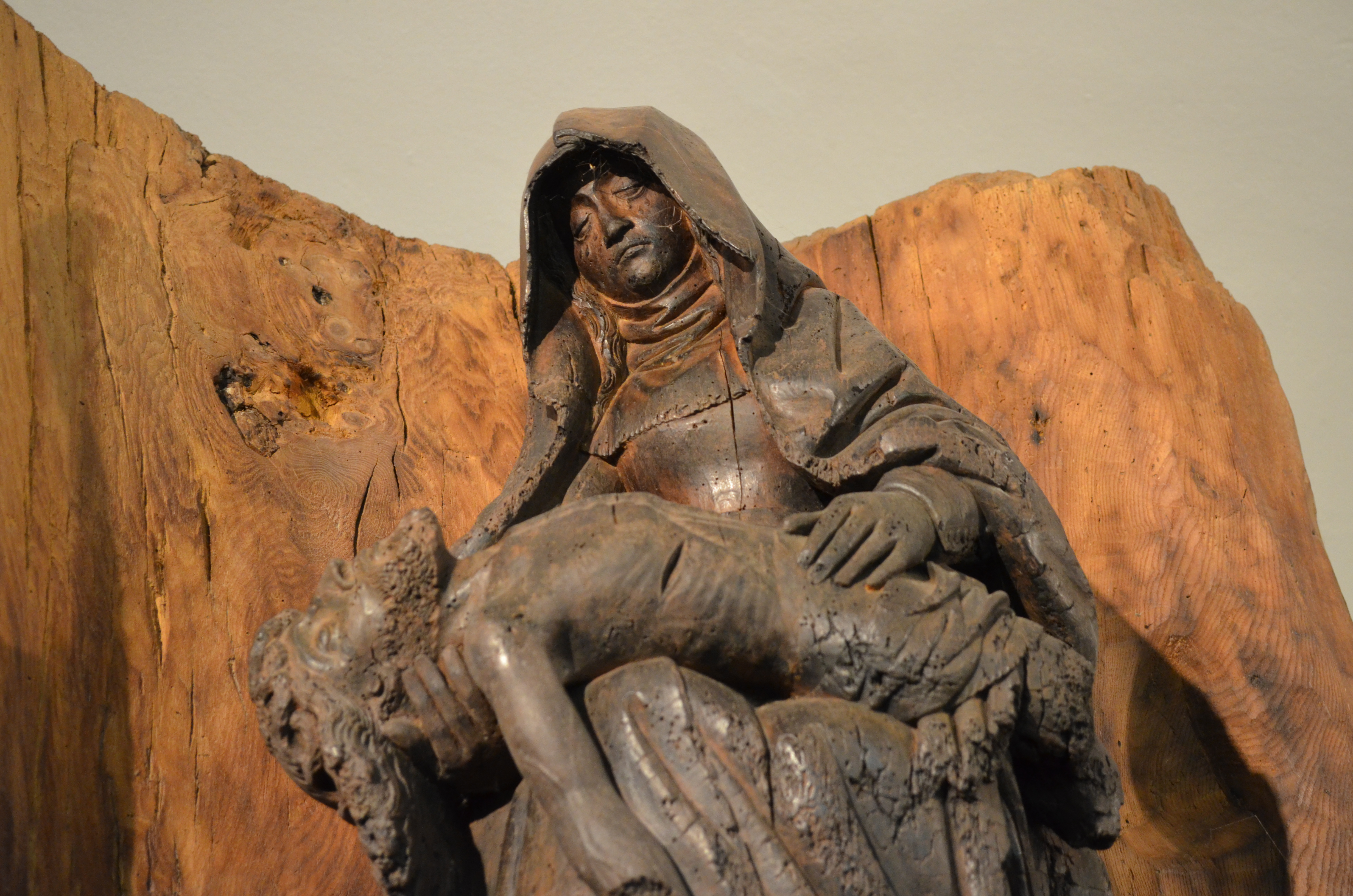
Pietà der Kapelle
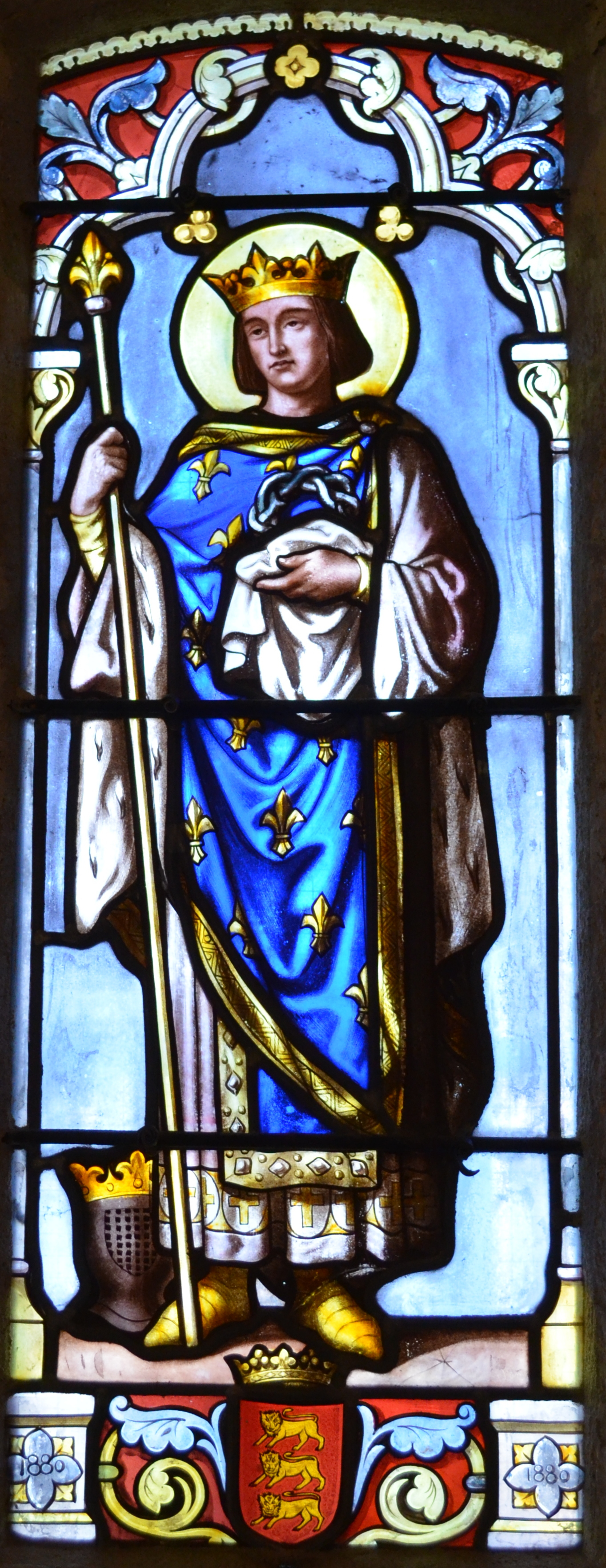
Glasfenster mit Ludwig dem Heiligen
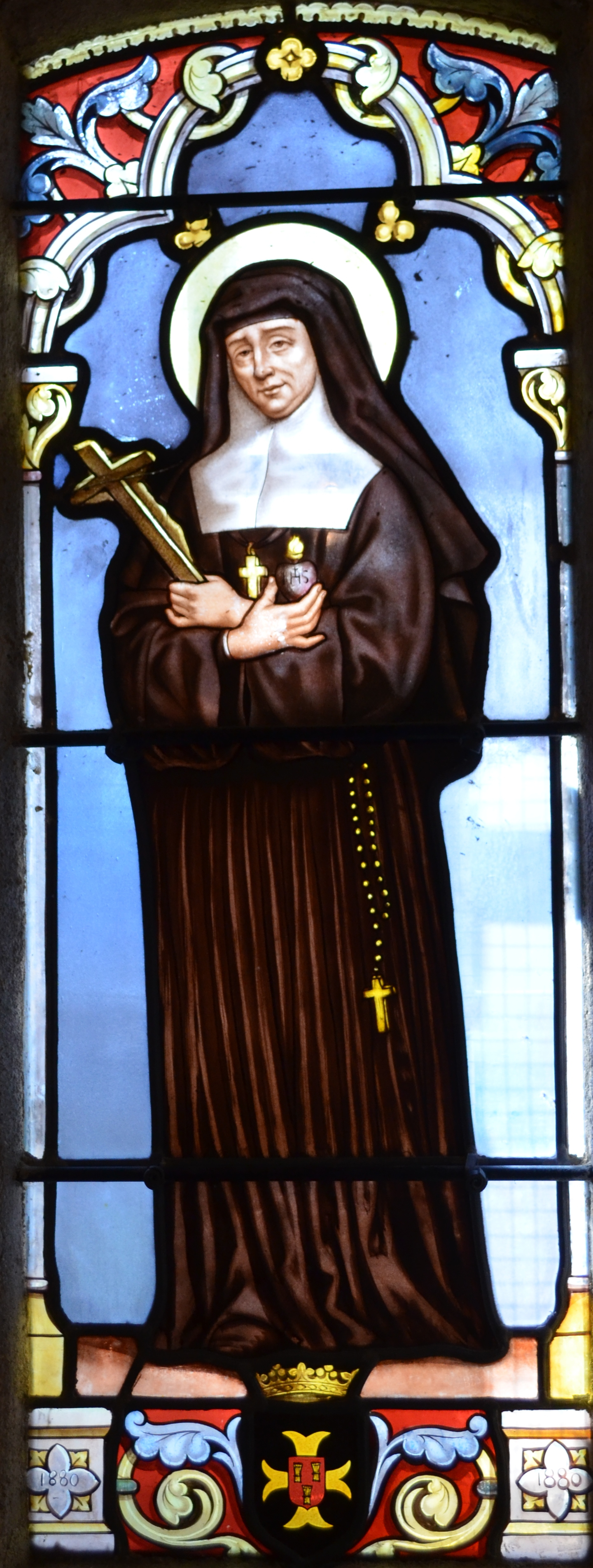
Glasmalerei mit Teresa von Ávila

- Château de La Roche
- Château de Pommier auf einer Anhöhe nördlich des Ortskerns mit ältesten Teilen aus dem 13. Jahrhundert
- Château de Chiloup aus dem Jahr 1830, anstelle eines mittelalterlichen Festen Hauses errichtet
- Zahlreiche Waschhäuser, Backöfen und Wegkreuze an verschiedenen Stellen auf dem Gemeindegebiet

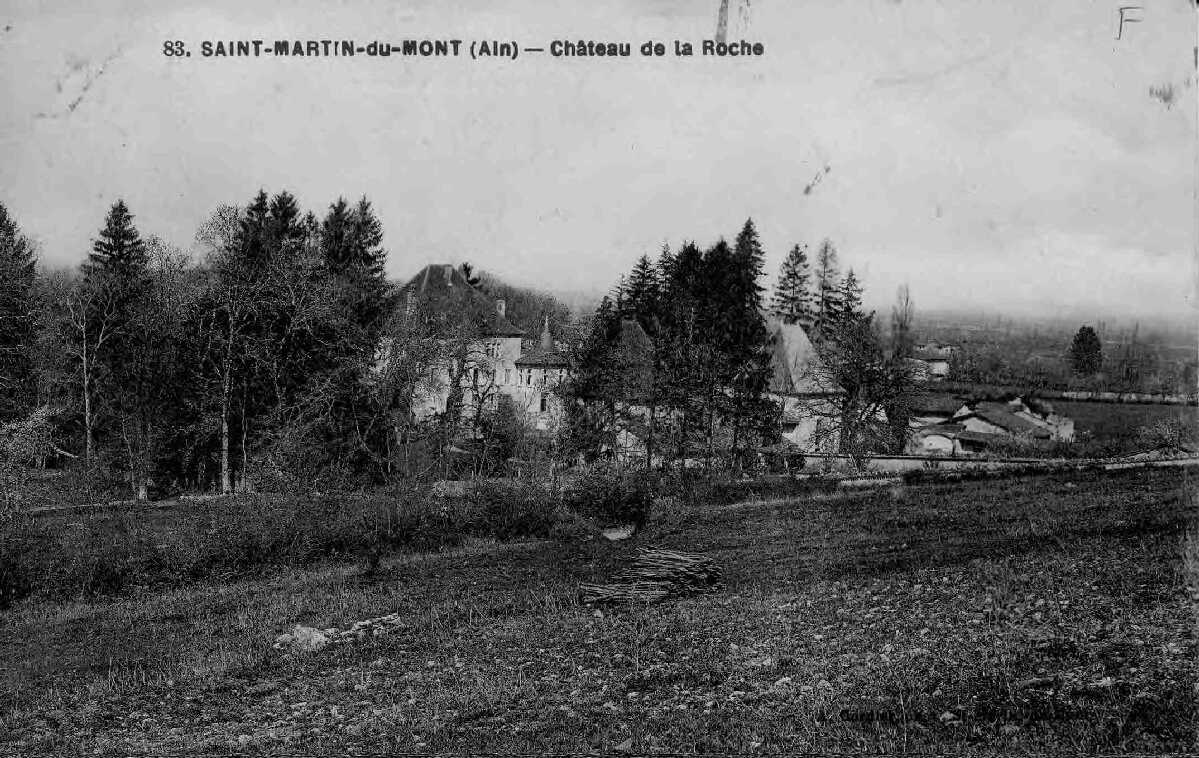
Historische Ansicht des Château de la Roche
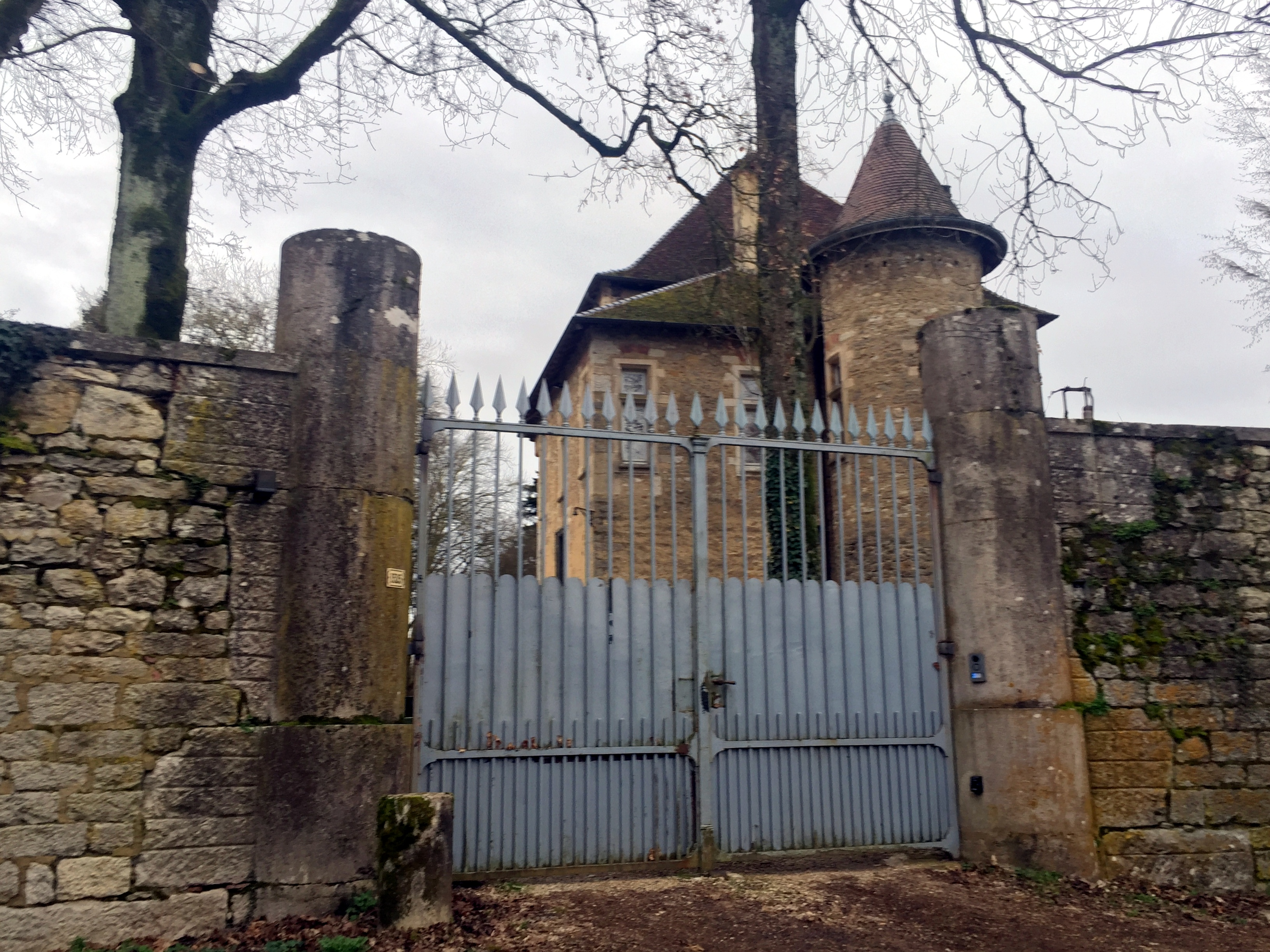
Eingangstor des Château de la Roche
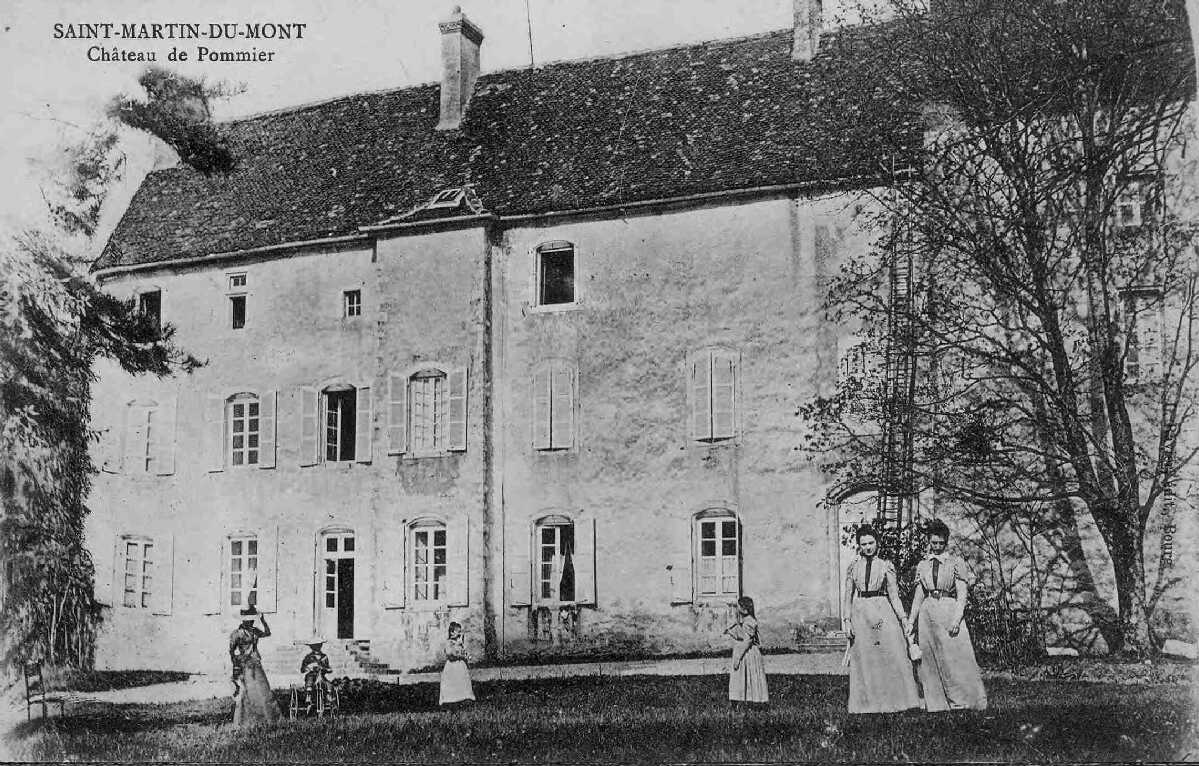
Historische Ansicht des Château de Pommier
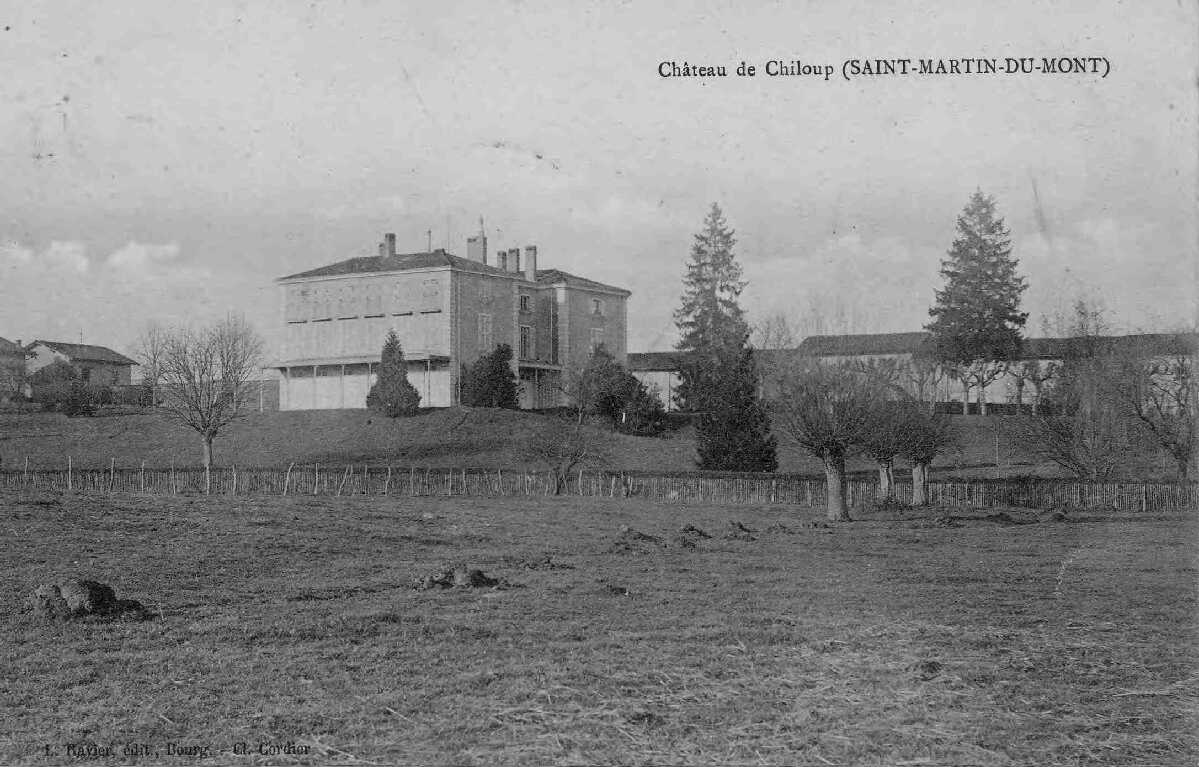
Historische Ansicht des Château de Chiloup